# 訃報 1999年8月
訃報 1999年8月（ふほう 1999ねん8がつ）では、1999年（平成11年）8月中に物故した、又は物故が報じられた人物についてまとめる。

## （1日 - 15日）

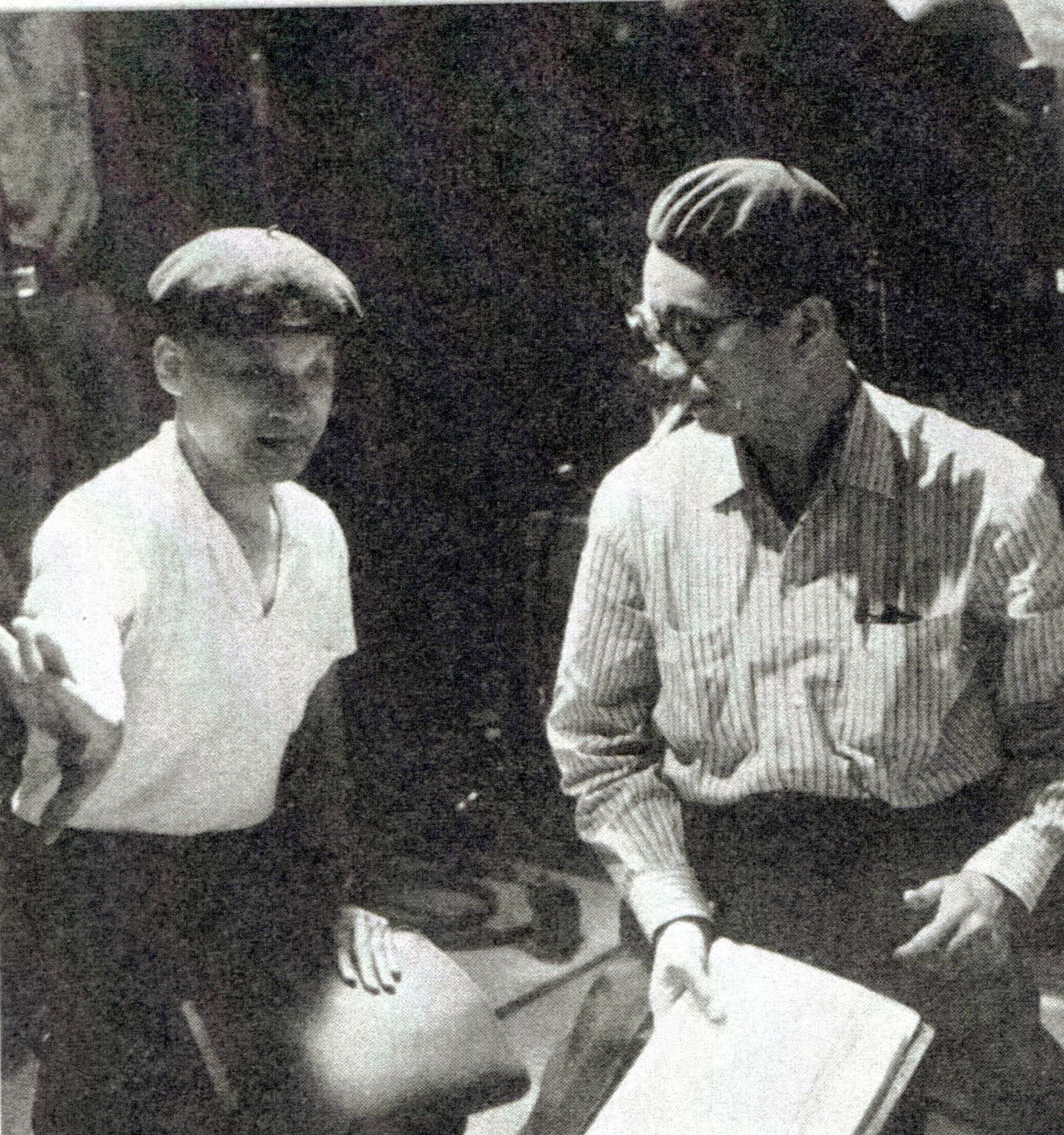
宮川一夫（左）／8月7日没

- 8月2日 - 後藤明生、小説家（* 1932年）
- 8月5日 - 高沢寅男、政治家（* 1926年）
- 8月7日 - 宮川一夫、日本映画の撮影監督（* 1908年）
- 8月9日 - ジャッキー佐藤、プロレスラー（* 1957年）
- 8月13日 - 渡辺茂夫、ヴァイオリニスト（* 1941年）
- 8月14日 - 楢原健三、洋画家（* 1907年）

## （16日 - 31日）

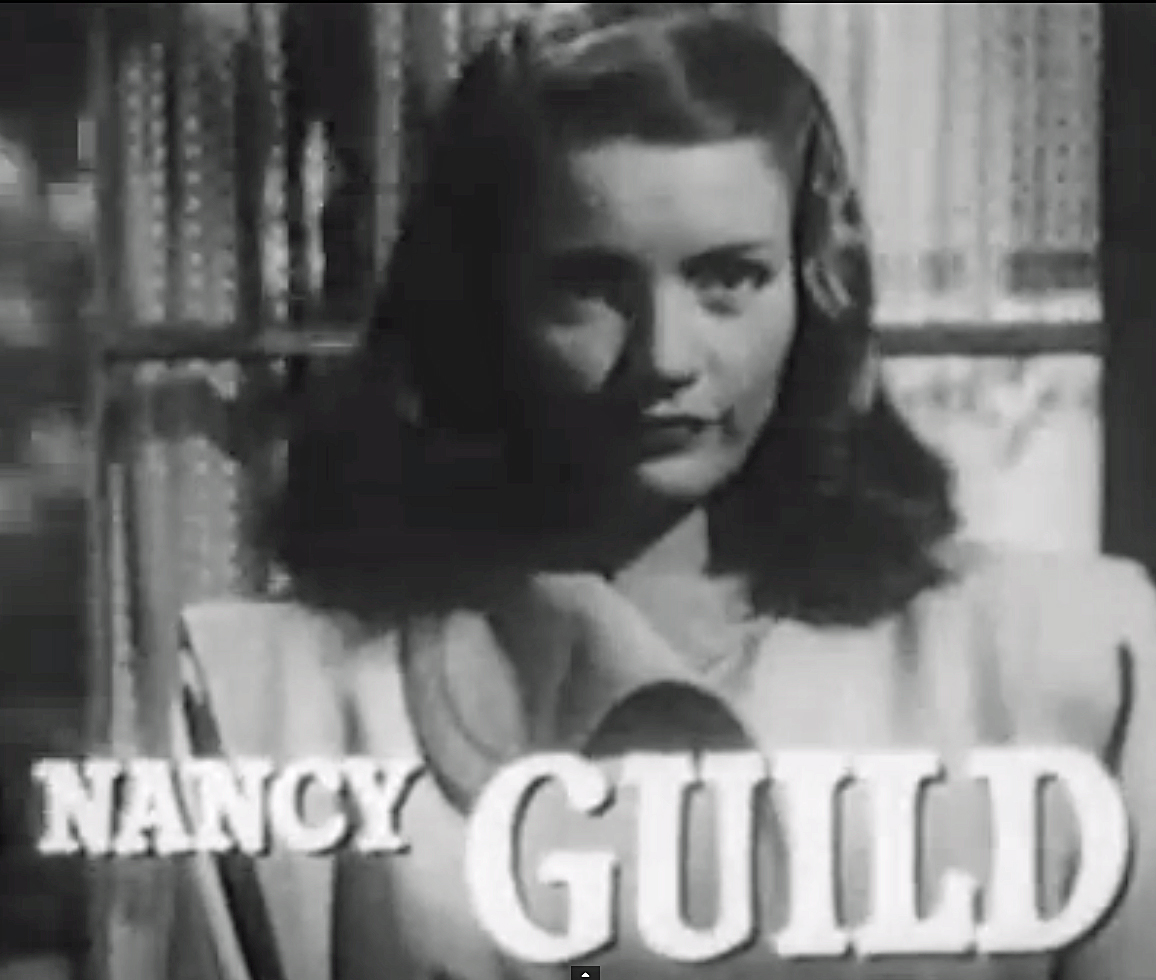
ナンシー・ギルド／8月16日没

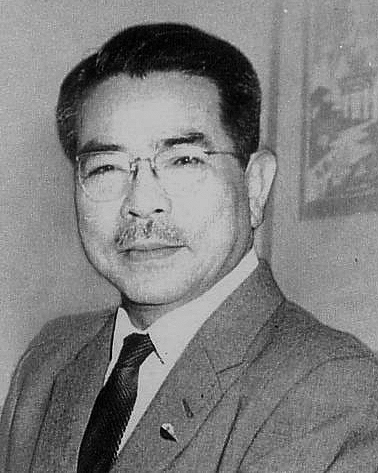
大田政作／8月18日没

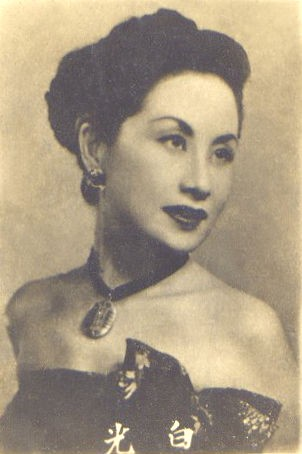
白光／8月27日没

- 8月16日 - ナンシー・ギルド、女優（* 1925年）
- 8月17日 - 安中忠雄、政治家、宮崎県知事（* 1905年）
- 8月18日 - 大田政作、官僚・政治家・琉球政府行政主席（* 1904年）
- 8月19日 - 柴田英治、元プロ野球選手（* 1930年）
- 8月21日 - 寺尾五郎、歴史学者（* 1921年）
- 8月22日 - 柳沢泰典、元高校野球監督（*1945年）
- 8月25日 - 大崎順彦、耐震工学者（* 1921年）
- 8月27日 - 白光、歌手・女優（* 1919年）